# 45년

## 연호
- 후한(後漢) 건무(建武) 21년

## 기년
- 후한(後漢) 광무제(光武帝) 21년
- 신라(新羅) 유리 이사금(儒理泥師今) 22년
- 고구려(高句麗) 민중왕(閔中王) 2년
- 백제(百濟) 다루왕(多婁王) 18년

## 사건
- 클라우디우스 황제, 이탈리아의 유대인들을 강제추방하는 반유대주의정책 실시